# Ибраев, Рустам Аманжолович
Рустам Аманжолович Ибраев (каз. Рустам Аманжолұлы Ибраев; род. 29 мая 1991 года) — казахстанский дзюдоист, вице-чемпион мира 2015 года.

## Биография
Заниматься дзюдо Рустам начал в Актюбинске с 10 лет. В 2008 году, как одаренного юниора, его зачислили в школу олимпийского резерва. Тренирует его заслуженный тренер РК Айдар Джиембаев.
Призёр нескольких международных турниров. в 2012 году стал серебряным призёром Кубка мира в Ташкенте, в 2013-м — третье место в Кубке мира в Варшаве, в декабре 2014-го — та же бронза на турнире «Большого шлема» в Японии. В феврале 2015 года Рустам берет бронзу на международном турнире Гран-при в Дюссельдорфе. Победитель турнира Большого Шлема в Баку (май 2015 года).
В 2014 году Рустам стал чемпионом Казахстана.
Самым большим успехом является серебро на чемпионате мира 2015 года.